# Episcopia Caransebeșului
Episcopia Caransebeșului este o eparhie a Bisericii Ortodoxe Române. Episcopia Caransebeșului a fost înființată în 1865, odată cu separarea ierarhiei ortodoxe din Transilvania și Banat de Patriarhia de Carloviț. Inițial Episcopia Caransebeșului a fost sufragană (subordonată) a Mitropoliei Ardealului. În prezent se află în  Mitropolia Banatului. Are jurisdicție asupra județului Caraș-Severin, reședința la Caransebeș și este condusă de episcopul Lucian Mic.

## Istoric
Istoria începe prin diploma imperială dată de Împăratul Leopold I (1657-1705) în 4 martie1695, prin care confirmă dreptul sârbilor de a înființa noi episcopii pe teritoriul Imperiului Habsburgic. Astfel, la sfârșitul secolului XVII și începutul secolului XVIII, episcopul sârb Spiridon Știbița avea deja reședința la Caransebeș, iar eparhia pe care o conducea includea Banatul istoric cu o populație covârșitor românească. Titulatura acestuia, dar și a urmașilor săi, ca și denumirea episcopiei era „de Caransebeș și Vârșeț”.
Pe raza acestei întinse și vechi episcopii, au fost create până în anul 1865, șase întinse protopopiate: Caransebeș, Vârșeț, Palanca, Mehadia, Lugoj și Vărădia, acesta din urmă înființat după anul 1775.
Ultimul episcop ortodox sârb al Vârșețului și Caransebeșului a fost Emilian Kenghelaț (1853-1885), până în 1865 având jurisdicția și asupra românilor ortodocși din această eparhie.
Până la 25 octombrie 1775, reședința acestei episcopii se afla în orașul Caransebeș, dată la care episcopul Vichentie Popovici a mutat-o la Vârșeț, într-o clădire nouă și într-un contact bine articulat cu ierarhia sârbească.
Insistențele reprezentanților românilor ardeleni și bănățeni din perioada 1841-1864 concretizate în memorii către Curtea din Viena, audiențele la împărat, dar mai ales demna atitudine din timpul Congresului (Sinodului) de la Carloviț, au dus în mod inevitabil la acceptarea de către împărat la 24 decembrie 1864 a separării ierarhiei, a Bisericii Ortodoxe Române de cea sârbă, a reînființării mitropoliei române și a numirii lui Andrei Șaguna ca mitropolit al românilor din Transilvania, părțile ungurene și Banat. Aflați la Carloviț pentru a stabili modalitatea de despărțire faptică de biserica sârbă, Andrei Șaguna și Procopie Ivașcovici, episcop al Aradului, s-au întrunit în sinod episcopesc alegându-l pe Ioan Popasu, arhimandrit și protopop al Brașovului, în scaunul de episcopal Caransebeșului.
Primul cârmuitor al acestei eparhii a fost Ioan Popasu (1865-1889). Era originar din Brașov, a făcut studii la Brașov, Sibiu și Cluj, iar teologia la Viena. A fost protopop la Brașov și colaborator apropiat al Mitropolitului Andrei Șaguna. Ca episcop la Caransebeș, deși a avut de luptat cu greutățile începutului, a reușit să înființeze un Institut Teologic-Pedagogic, a ridicat o reședință, a înființat o tipografie eparhială, precum și Foaia Diecezană, organul de publicitate al eparhiei (1886). În 1874 a fost ales mitropolit al Ardealului, dar împăratul din Viena și Guvernul din Budapesta au refuzat să-l recunoască. A murit în 1889. În locul său a fost ales arhimandritul Nicolae Popea, vicarul Arhiepiscopiei Sibiului (1889-1908). Făcea parte dintr-o familie preoțească din părțile Brașovului. A învățat la Brașov, Blaj, Cluj și Viena. Remarcat de Andrei Șaguna, a fost chemat la Sibiu și numit profesor la Institut, secretar, apoi consilier al Arhiepiscopiei. Din 1870 a funcționat ca vicar al lui Șaguna și al urmașilor săi. Fiind ales episcop la Caransebeș, a continuat munca rodnică începută de Popasu, îngrijindu-se de Institutul Teologic, de tipografie, de starea materială a eparhiei. Episcopul Nicolae Popea a scris câteva lucrări de istorie: „Vechea Mitropolie a Transilvaniei” (1870), „Arhiepiscopul și Mitropolitul Andrei Șaguna” (Sibiu, 1873), „Memorialul Arhiepiscopului și Mitropolitului Andrei Șaguna” sau „Luptele naționale politice ale românilor” (1846-1873), vol. I (1889) și altele. Pe baza acestor lucrări, Academia Română l-a ales membru activ în 1900, fiind astfel al doilea episcop care s-a învrednicit de această înaltă cinstire (după episcopul Melchisedec Ștefănescu).
Ca episcop, s-a îngrijit de școlile eparhiale și a ridicat o nouă clădire pentru Institutul Teologic-Pedagogic din Caransebeș. Întreaga agoniseală a vieții a lăsat-o Episcopiei, în vederea acordării de burse tinerilor lipsiți de mijloace materiale. După moartea lui (8 august 1908), s-au făcut două alegeri de episcop la Caransebeș, pe care împăratul Austro Ungariei, la cererea Guvernului din Budapesta, a refuzat să le recunoască. Abia cel de-al treilea ales, Miron Cristea, a primit recunoașterea. A păstorit din 1910 până în 1919, când a fost ales mitropolit primat al României, pentru ca în 1925 să devină primul patriarh al Bisericii Ortodoxe Române. Ca episcop la Caransebeș a avut o intensă activitate culturală și națională.
În martie 1920, episcop la Caransebeș a fost ales consilierul eparhial Dr. Iosif Badescu. A păstorit până la moartea sa, întâmplată la 11 iulie 1933. În toamna aceluiași an a fost ales episcop arhimandritul Dr. Vasile Lăzărescu (1894 1969), bănățean cu studii de teologie la Cernăuți și de filozofie la Budapesta și Viena, fost profesor de Dogmatică și Apologetică la Academiile teologice din Sibiu și Oradea. În iunie 1940 a fost ales în fruntea noii Episcopii a Timișoarei. În scaunul rămas vacant la Caransebeș a fost ales Veniamin Nistor (1886-1963). Acesta a îndrumat cu grijă activitatea editorială și noua revistă de la Caransebeș, Altarul Banatului. În februarie 1949, Eparhia Caransebeșului a fost desființată, teritoriul acesteia fiind încorporat de Arhiepiscopia Timișoarei. Episcopul Veniamin s-a retras la Catedrala Reîntregirii din Alba Iulia, unde a rămas până la trecerea în veșnicie.

În anul 1994 Episcopia Caransebeșului a fost reactivată, primul ei ierarh fiind episcopul vicar de la Arad, Emilian Birdaș (1921-1996), fost episcop al Alba Iuliei din 1975 până în 1990. La Caransebeș a început construcția unei catedrale episcopale și a reluat tipărirea Foii Diecezane și a Calendarului Românului. Trece la Domnul în 5 aprilie 1996. Din 12 august 1996 și până în noiembrie 2005, vreme de mai bine de nouă ani, Eparhia Caransebeșului a fost condusă de Preasfinția Sa Dr. Laurențiu Streza, actualmente Arhiepiscop la Sibiului și Mitropolit al Ardealului. În 26 februarie 2006 a fost instalat noul episcop al Caransebeșului, Preasfinția Sa Lucian Mic, fost Episcop Vicar al Arhiepiscopiei Timișoarei în perioada 2000-2006.

## Vezi și
- Biserica Sfântul Ioan Botezătorul din Caransebeș